# Tetrosomus stellifer
Tetrosomus stellifer är en fiskart som först beskrevs av Bloch och Schneider 1801.  Tetrosomus stellifer ingår i släktet Tetrosomus och familjen koffertfiskar. Inga underarter finns listade i Catalogue of Life.